# Janis Christopulos
Janis Christopulos, gr. Γιάννης Χριστόπουλος (ur. 12 listopada 1972 w Grecji) – grecki piłkarz i trener piłkarski.

## Kariera klubowa
Wychowanek klubu PS Kalamata, w którym rozpoczął karierę piłkarską. W 1991 przeszedł do Lewskiego Sofia, skąd w 1993 przeniósł się do VIF Sofia. W 1994 powrócił do Grecji, gdzie występował w Pamisos Messini oraz w zespołach amatorskich Asteras Lixouri i Asteras Arfara. W 2000 zakończył karierę piłkarską.

## Kariera trenerska
Jeszcze będąc piłkarzem rozpoczął pracę szkoleniową. Od 1997 do 2000 łączył funkcje piłkarza i trenera w zespołach amatorskich Asteras Lixouri i Asteras Arfara. Przez następne 7 lat trenował juniorskie drużyny takich znanych klubów jak Kalamata, Panathinaikos AO i AEK Ateny oraz szkolił reprezentację U-18, U-16
Attyki Wschodniej (E.P.S.A.N.A.). Od 2007 do 2009 prowadził młodzieżowy zespół Olympiakosu. W 2010 debiutował jako asystent trenera profesjonalnej drużyny Panionios GSS. Od 2011 pomagał trenować pierwszoligowy PAS Janina, a 8 czerwca 2012 awansował na stanowisko głównego trenera klubu. 17 czerwca 2013 podpisał kontrakt z ukraińską Tawriją Symferopol. 11 stycznia 2014 kontrakt został anulowany z powodu złych wyników (13 porażek w 17 meczach).

## Sukcesy i odznaczenia

### Sukcesy klubowe
- mistrz Bułgarii: 1993
- wicemistrz Bułgarii: 1992
- zdobywca Pucharu Bułgarii: 1992

### Sukcesy trenerskie
- mistrz Grecji U-18: Panathinaikos (2005), ΑΕΚ (2007).